# Schloss Anzing

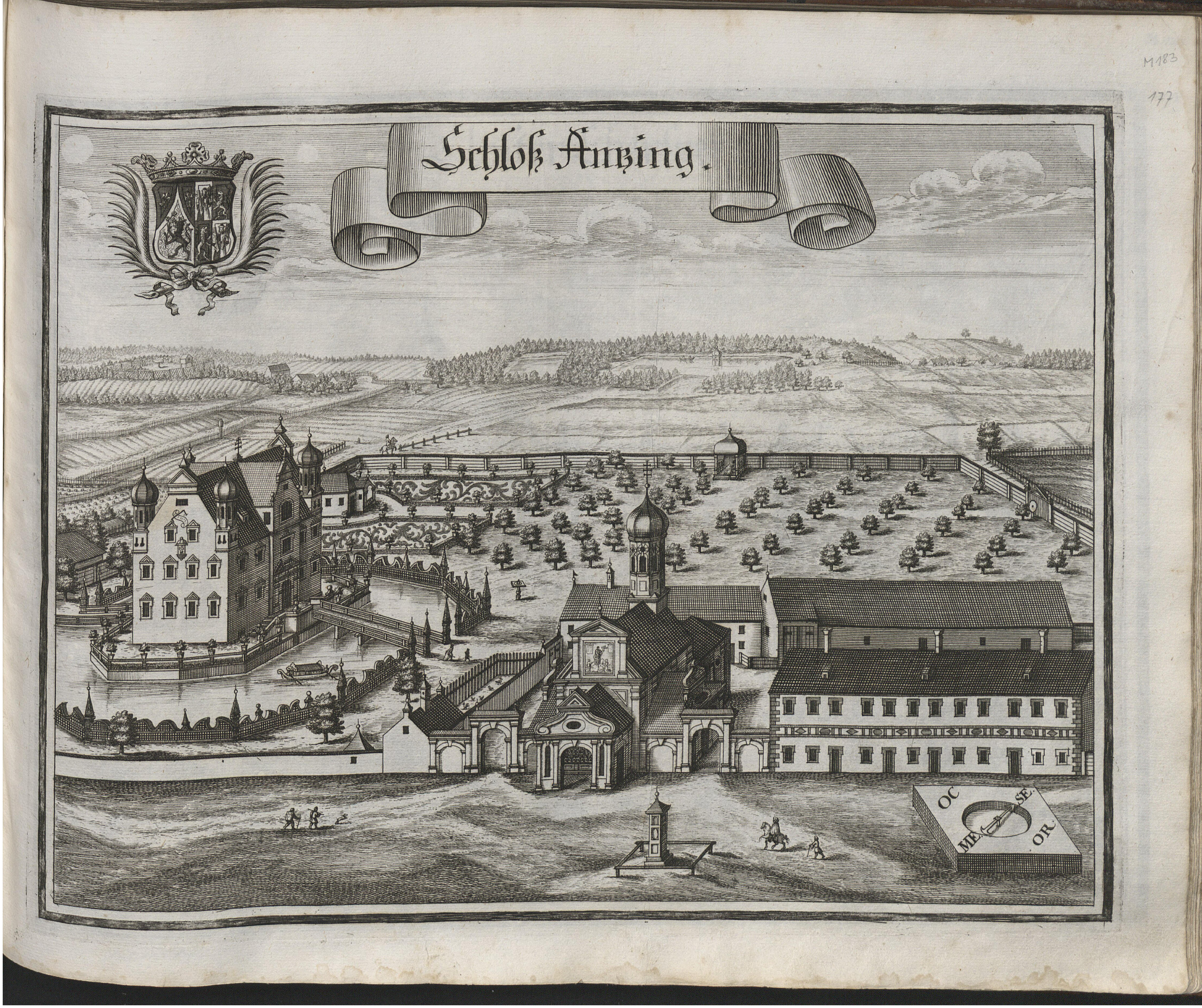
Schloss Anzing um 1701 nach Michael Wening

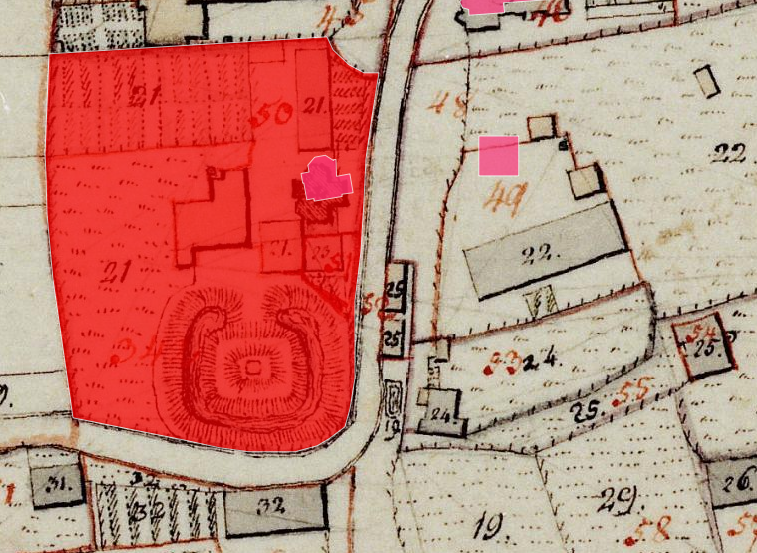
Lageplan von Schloss Anzing auf dem Urkataster von Bayern

Schloss Anzing war ein Wasserschloss der Münchner Händlerfamilie Höger in Anzing, einer Gemeinde im oberbayerischen Landkreis Ebersberg. Erhalten ist die ehemalige Schlosskapelle, die sogenannte Högerkapelle. Die Anlage wird als Bodendenkmal unter der Aktennummer D-1-7837-0002 im Bayernatlas als „Burgstall des späten Mittelalters und der frühen Neuzeit ("Schloss Anzing")“ geführt. 

## Geschichte
1676 wurden die aus einer Münchner Händlerfamilie stammenden Franz Benedikt und Hans Benno Höger vom Kurfürsten Ferdinand Maria in den Adelsstand erhoben. Von 1633 bis 1783 hatte die Familie ihren Sitz in Anzing. Das Högerische Schloss mit Graben und Brücke stand am heutigen Westrand des Ortes. Daneben wurden die Höger-Kapelle errichtet und ein Schlößl am Kaisersberg. Das Schloss Anzing wurde nach dem Tod des Christoph Höger im Jahr 1800 verkauft und verfiel, es ist heute weitgehend mit neueren Gebäuden überbaut.

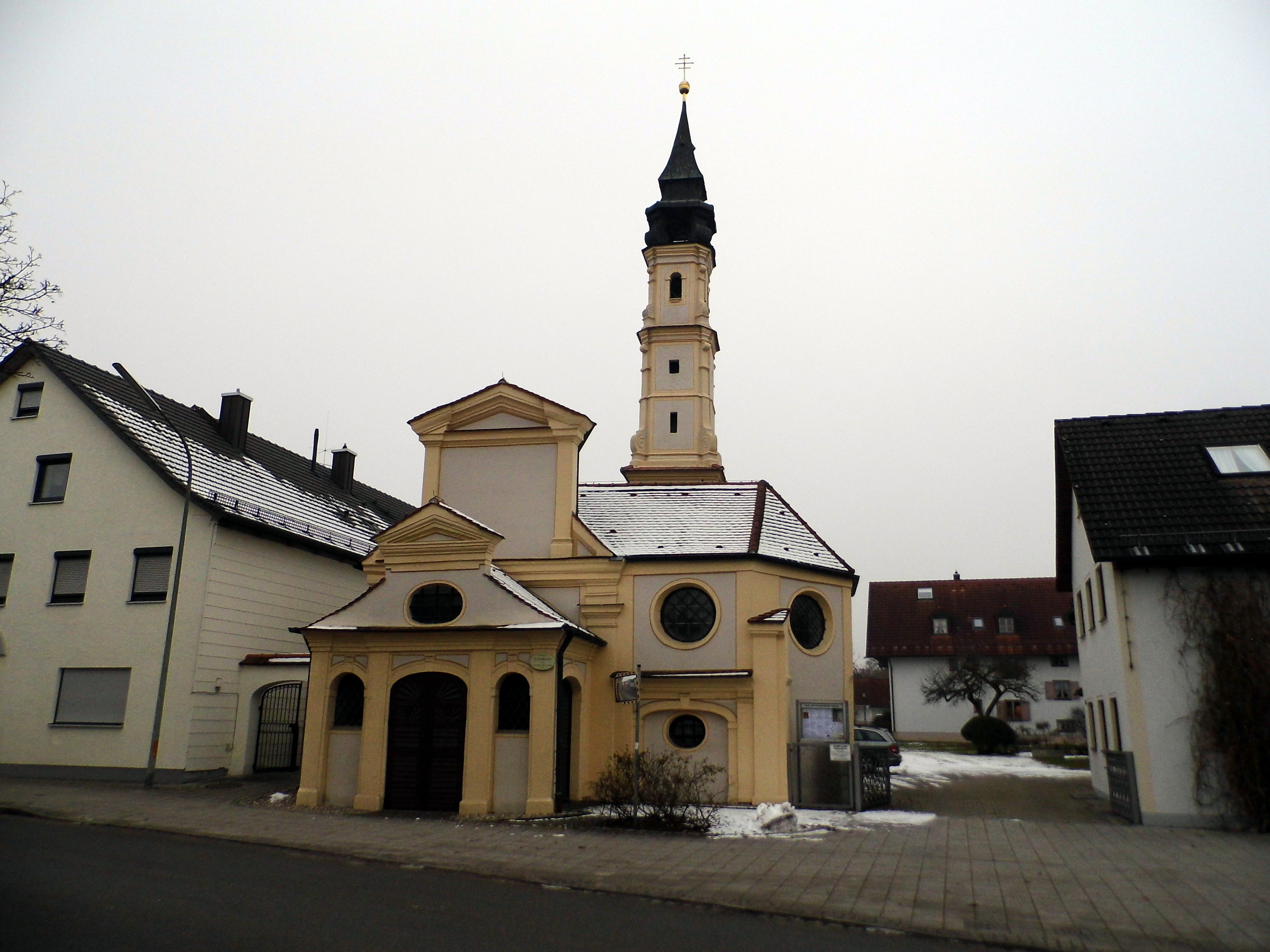
Högerkapelle

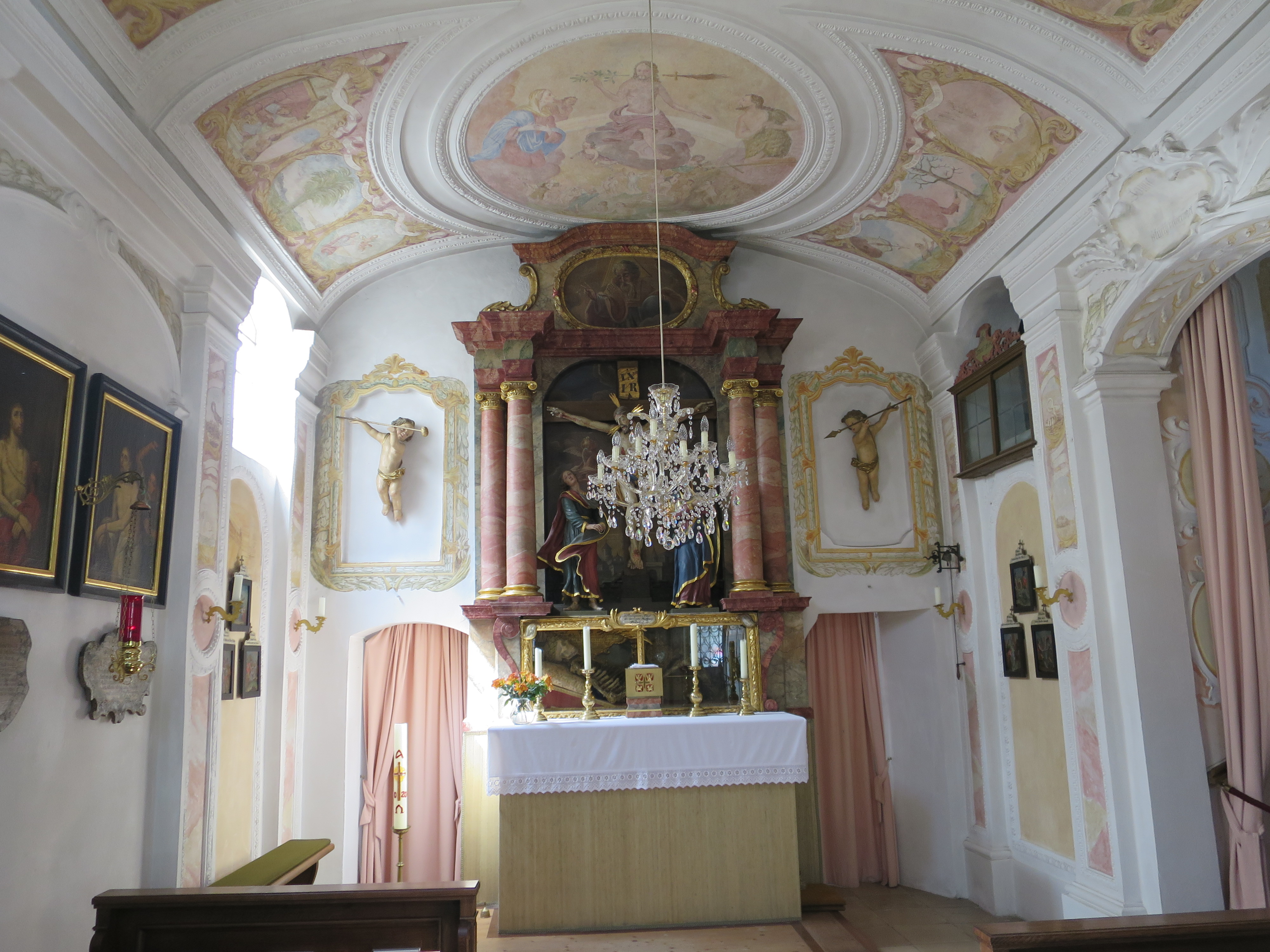
Innenraum der Kapelle

## Schlosskapelle
Die ehemalige Schlosskapelle, die sogenannte Högerkapelle, ist erhalten. Sie befindet sich in der Högerstraße 24 und ist als Baudenkmal gelistet. Die Kapelle wurde am 18. Oktober 1699 durch Fürstbischof Johann Franz Eckher von Liechteneck und Kapfing (1695–1727) auf den Titel des Hl. Kreuzes geweiht. Ende der 1980er Jahre wurde die Kapelle umfassend restauriert.
Die Kapelle, ein Barockbau mit Heiliger Stiege und Hoegergruft, stammt aus dem Jahr 1669. Die barocke Spiegeldecke ist mit Fresken aus der Entstehungszeit reich dekoriert. Das zentrale Gemälde zeigt Jesus als Weltenrichter, begleitet von Maria und Johannes dem Täufer. Das hintere runde Deckenfresko stellt eine Marienkrönung dar. Die Begleitfresken enthalten Mariologische Embleme: Ein Garten, Maria im sechseckigen Stern und Maria mit dem Kinde in einer Brunnenschale und auf der anderen Seite Gott Vater mit dem Schriftband Maria und eine Himmelsleiter mit Gott Vater am oberen Ende. Die seitlichen Fresken erzählen Ereignisse aus der Leidensgeschichte Jesu. Das Altarbild des barocken Altars besteht aus eine Skulpturengruppe mit Jesus am Kreuz, flankiert von Johannes  und Maria, der Mutter Jesu.
Die „Heilige Stiege“, orientiert an der Scala Santa in Rom, besteht aus 14 Stufen bei 1,5 m Breite und 3,15 m Länge. Sie ist eins der wenigen derartigen Beispiele im Zusammenhang mit einem Profanbau überhaupt.